# Токийская мечеть

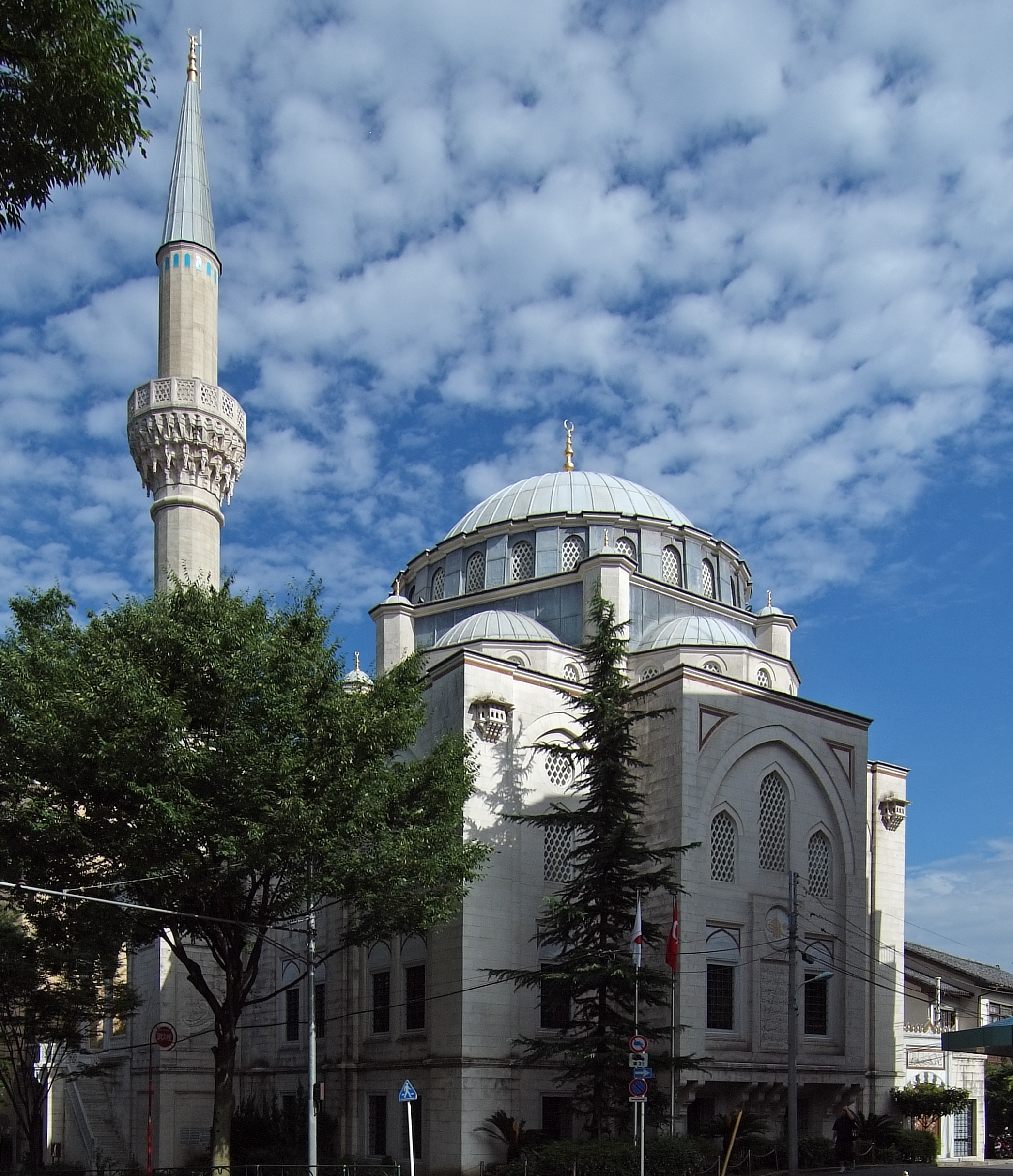

Токийская мечеть (яп. 東京ジャーミイ То:кё: дзя:мии, также (яп. 東京モスク То:кё: мосуку)) — мечеть вместе с прилегающим к ней турецким культурным центром в квартале Ояма-то токийского специального района Сибуя.

## История
Токийская мечеть, типография и исламская школа при ней были открыты 12 мая 1938 года, в день Маулид ан-Наби, общиной Махалле и исламийе, состоявшей из башкирских и татарских эмигрантов, активных участников белого движения, прибывших в Японию после поражения Колчака в Гражданской войне. Мечеть, типография и исламская школа были построены на личные сбережения башкирского ишана Мухаммеда-Габдулхая Курбангалиева, первого муфтия Японии, и пожертвования немногочисленной мусульманской общины Токио. Построена она была в квартале Ёёги района Сибуя. На открытии мечети присутствовали известные японские политики и представители высшего военного руководства (адмирал Огасавара Наганари, основатель ультранационалистического общества «Гэнъёса» Тояма Мицуру и др.).
В 1986 году Токийская мечеть вследствие аварийного состояния здания после землетрясения была снесена. В 1998 году при поддержке турецкого правительства началось строительство новой мечети, завершённое в 2000 году. Стоимость работ составила 1,5 миллиона иен. Проект был подготовлен архитектором Мухарремом Хилми Сеналпом. Само строение выполнено в стиле османской религиозной традиции. Освящение мечети состоялось 30 июня 2000 года, при этом держал речь посол Турции в Японии Яман Башкут и присутствовали члены турецкого правительства.
Токийская мечеть обычно является одним из пунктов посещения при официальных визитах в Японию руководителей Турции. В 2003 году бывший в Токио председатель турецкого парламента Бюлент Арынч заявил: «Я надеюсь, что каждый, кто придёт сюда и увидит это (имелась в виду Токийская мечеть), обратится в истинную веру». Это высказывание вызвало международный скандал, и на следующий день турецкий политик оказался вынужден заявить, что был неправильно понят и что он не собирается обращать японцев в ислам.

## Галерея
- - Медиафайлы на Викискладе